# Elías Ricardo Figueroa
Elías Ricardo Figueroa Silva (Paysandú, 26 gennaio 1988) è un ex calciatore uruguaiano, di ruolo attaccante.

## Caratteristiche tecniche
È un attaccante centrale.